# Oneonta (Alabama)
Oneonta é uma cidade localizada no estado americano do Alabama, no Condado de Blount.

## Demografia
Segundo o censo americano de 2000, a sua população era de 5576 habitantes.
Em 2006, foi estimada uma população de 6690, um aumento de 1114 (20.0%).

## Geografia
De acordo com o United States Census Bureau, a localidade tem uma área de 39,9 km², dos quais 39,7 km² cobertos por terra e 0,2 km² cobertos por água. Oneonta localiza-se a aproximadamente 244 m acima do nível do mar.

## Localidades na vizinhança
O diagrama seguinte representa as localidades num raio de 16 km ao redor de Oneonta.